# Harry Gold

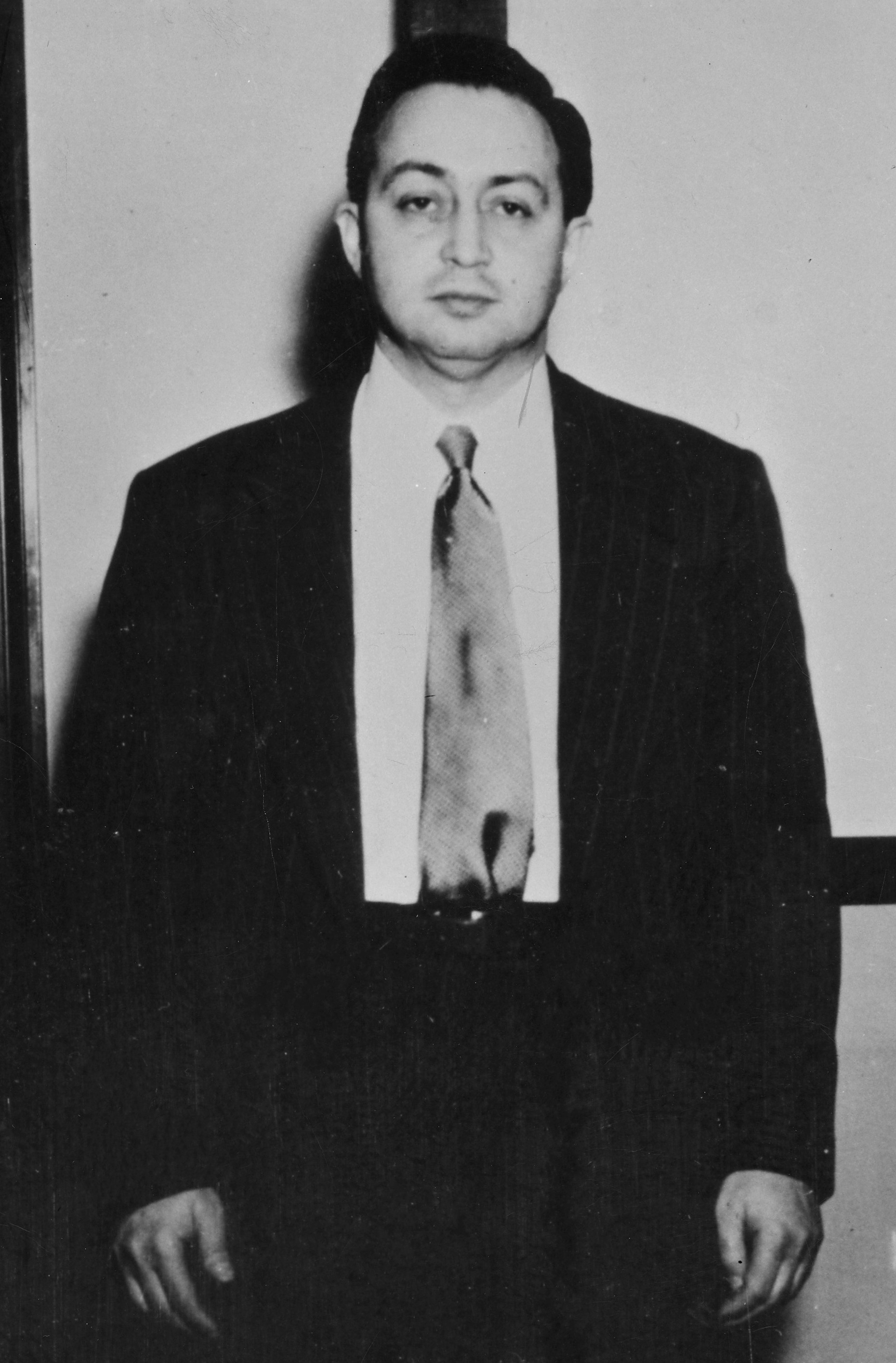
Harry Gold nach seiner Verhaftung durch das FBI

Harry Gold – wurde unter dem Namen Heinrich Golodnitzky geboren – (* 12. Dezember 1910 in Bern, Schweiz; † 28. August 1972 in Philadelphia, Pennsylvania) war ein US-amerikanischer Chemieingenieur, der seit 1934 Industrie-Informationen für den sowjetischen Geheimdienst NKWD beschaffte und 1950 wegen seiner Kuriertätigkeit für die Sowjetunion im amerikanisch-britisch-kanadischen Atomprogramm – des Manhattan-Projektes – enttarnt und zu 30 Jahren Haft verurteilt wurde.

## Leben
Heinrich Golodnitzky wurde als Sohn des Tischlers Samson Golodnitzky und seiner Ehefrau Celia in der Schweiz geboren. Die Familie war russisch-jüdischer Herkunft. Im Jahr 1914 siedelten seine Eltern in die USA über. Bei der Einreise wurde ihnen empfohlen, den Namen Gold zu tragen, um sich den amerikanischen Gegebenheiten schneller anzupassen. Zuerst gingen sie nach Chicago, wo Sam in einem Kohlebergwerk und Celia in einer Tabakfabrik arbeiteten. Bereits ein Jahr später siedelten sie nach Norfolk über und ihren Sohn, den sie Harry nannten, brachten sie vorübergehend bei Verwandten in Philadelphia unter. Ende 1915 wechselten sie, wegen der recht schlechten Arbeitsbedingungen, dann auch nach Philadelphia, fanden hier Wohnraum in einer jüdischen Region der Industriestadt und wohnten in der South Philip Street. Nach einigen weiteren Jobs erhielt Sam eine dauerhafte Beschäftigung als Tischler bei der Victor Talking Maschine Company in Camden New Jersey. Der jüngere Bruder von Gold Yussel wurde 1917 geboren.
Nach seinen eigenen Angaben hatte Harry Gold eine glückliche und sichere Kindheit. In der Schule hatte er Freude am Lernen und war ein guter Schüler. Bereits in dieser Zeit zeigte er großes Interesse an naturwissenschaftlichen Themen, besonders der Chemie. Bis 1929 besuchte er die South Philadelphia High School und arbeitete im Anschluss als Laborassistent bei der Pennsylvania Sugar Company. Bei seiner Wahl ging er davon aus, dass ihm diese Beschäftigung eine gewisse soziale Sicherheit und die Möglichkeit bot, mit gut ausgebildeten Kollegen in modernen Labors zu arbeiten. Von seinem monatlichen Einkommen machte er Rücklagen, die es ihm ab 1930 ermöglichten, ein Studium an der University of Pennsylvania zu belegen. Als 1932 diese Summe aufgebraucht war, kehrte er zu seinem Unternehmen in der Zuckerindustrie zurück. Hier traf ihn dann auch die Zeit der Weltwirtschaftskrise und er verlor kurz vor Weihnachten 1932 die Arbeit. Im Jahr darauf hatte ihm sein ehemaliger Schulkamerad Thomas Black einen Job bei der Holbrook Manufacturing Companie in Jersey City beschafft. Diese neue Chance war jedoch damit verbunden, dass Black sich bemühte Gold für die Kommunistische Partei zu gewinnen. Um diese Freundschaft nicht zu gefährden, ging er, nur widerwillig und scheinbar, darauf ein. Doch er konnte sich nicht mit den Zielen des Kommunismus, obwohl er sozial eingestellt war, identifizieren. Als Gold dann feststellte, dass er in seiner früheren Firma wieder Arbeit bekommen und ein höheres Gehalt angeboten bekam, kehrte er nach Philadelphia zurück. Sein begonnenes Studium im Fachgebiet Chemieingenieurwesen setzte er ab 1934 als Abendstudium an der Drexel University in Philadelphia fort.
In dieser Zeit warb Anatoli Jaskow (1913–1993) Harry Gold als Informant für den sowjetischen Geheimdienst NKWD an. Dabei ging es seinen Auftraggebern vorrangig um Daten und Informationen über technische Industrieverfahren in den USA. Durch seine Beschäftigung als Chemieingenieur hatte er dazu günstige Möglichkeiten. Kurz vor Abschluss seines Studiums wechselte sein Verbindungsoffizier und die weitere Beauftragung zur Industriespionage erhielt er durch Jacob Golos (1889–1943). Das Ingenieurdiplom legte Gold 1936 ab und fand eine Stelle bei Brothman Associates. Doch recht bald hatten sich seine Möglichkeiten zur Informationsbeschaffung für die sowjetische Seite erschöpft. Daher ruhte die Zusammenarbeit über mehrere Jahre. Um 1940 war er in einem Unternehmen beschäftigt, wo Gold seinem Vorgesetzten Abraham Brothman und den Kollegen zahlreiche Geschichten über sich erzählte, die nicht der Wirklichkeit entsprachen. So berichtete er über seinen Bruder, dass dieser auf fernöstlichen Kriegsplätzen als Held gefallen sei. Weiterhin gab er vor, verheiratet zu sein und zwei Kinder zu haben. Dazu erfand er einen Liebhaber seiner Frau, den Kauf eines Hauses und andauernde Streitigkeiten mit seinen Schwiegereltern.
Mit dem Überfall Deutschlands auf die UdSSR wurde Harry Gold vom sowjetischen Geheimdienst wieder aktiviert, da unter diesen Bedingungen alle Ressourcen interessant waren, das Land mit kriegswichtigen wissenschaftlichen, technischen und technologischen Informationen zu versorgen. Sein neuer Führungsoffizier war Joseph Katz (1912–2004), der ihn aber zunächst nicht als Informant für den sowjetischen Geheimdienst NKWD, der unter anderem für die wirtschaftliche Informationsbeschaffung im Ausland zuständig war, einsetzte. In erster Linie war seine Aufgabe, bestimmte Verbindungen zu knüpfen, sie aufrechtzuerhalten sowie Informationswege abzusichern. In dieser Zeit unterhielt er zeitweilig Kontakte zu dem Elektroingenieur Julius Rosenberg (1918–1953), dessen Schwester Ruth Greenglass (1924–2008) sowie zu deren Ehemann David Greenglass (1922–2014). Er wurde unter dem Decknamen „Gus“ geführt, für seine Dienste ließ Gold sich bezahlen. Doch, wie seine Führungskräfte es später einschätzen, war es nicht in erster Linie der finanzielle Anreiz, der Gold dazu motivierte, sondern vielmehr sein Geltungsbedürfnis. Denn er liebte es, anderen gefällig zu sein, Aufträge ausführen zu können. Etwa um 1941/1942 wechselte sein Führungsoffizier erneut. Sein neuer Verbindungsmann war Semjon Semenow, den er als „Sam“ kennenlernte.

## Als Kurier im Manhattan-Projekt
Etwa um den Jahreswechsel 1943/1944 erhielt Harry Gold von „Sam“ die Anweisung alle seine Kontakte aus den früheren Aufträgen und Verbindungen, die im Interesse des sowjetischen Geheimdienstes gestanden haben, abzubrechen. Er sei für eine neue, außerordentlich wichtige Aufgabe vorgesehen, die seine volle Konzentration erfordere. Dazu wurde er an einen neuen Führungsoffizier „John“ übergeben. Das war Anatoly Jakowlew, ein Geheimdienstoffizier, der am sowjetischen Konsulat in New York untergebracht war. Bei einem der ersten Zusammenkünfte erfuhr Gold dann weitere Informationen über seinen nächsten Auftrag. Er war vor allem dafür ausgewählt worden, weil er über einen naturwissenschaftlichen Berufshintergrund verfügt, aber in erster Linie bei den geplanten Zusammenkünften schriftliche Berichte entgegennehmen sollte. Die jeweiligen Treffen, bei denen er als „Raymund“ agierte, sollten durch „John“ mit entsprechender Observation abgesichert und kurz danach die entgegengenommenen Informationen der „Quelle“ an seinen Führungsoffizier übergeben werden. Das erste Zusammentreffen fand im Februar 1944 in New York statt, bei dem sich „Raymond“ und „Rest“ kennenlernten.
Bereits beim zweiten Trefftermin im März bemerkte Klaus Fuchs (1911–1988), dass „Raymund“ über naturwissenschaftliches Wissen verfügte. Aber erst beim dritten Mal übergab er Gold handschriftliches Material zum aktuellen Forschungsstand im „Manhattan-Projekt“ – der Entwicklung der ersten Atombombe – in einem Umschlag, das dann nach Moskau weitergeleitet wurde. Kurze Zeit nachdem sich beide getrennt hatten, reichte Gold den Umschlag an „John“ weiter und übermittelte dabei noch mündlich erhaltene Informationen zum technischen Stand der Atombomben-Forschung. Bei späteren Treffen vertraute ihm Fuchs auch persönliche Dinge, über die Situation seiner Familie an. Im Gegenzug war es „Rest“ von Beginn an der Zusammenarbeit aufgefallen, dass Gold sich ihm gegenüber bei den 15 stattgefundenen Treffs wie ein Untergebener verhalten hatte und diese Verhaltensweise auch nicht ablegte, nachdem sie eine persönliche Ebene miteinander gefunden hatten. Als Fuchs Ende 1944 kurzfristig von New York nach Los Alamos wechselte, da das Kriegsforschungsprogramm in die Erprobungsphase eingetreten war, brach die Verbindung ab, da Harry Gold die genaue Ortsangabe des neuen Arbeitsortes falsch verstanden hatte. In sehr riskanter Weise wurde der Kontakt neu geknüpft und ab Februar 1945 konnte die regelmäßige Informationsübergabe wie gewohnt fortgesetzt werden. Im Juni 1945 trafen sie sich in der Nähe von Santa Fe und Fuchs übergab ihm, bedingt durch die ausgefallenen Treffen, ein sehr umfangreiches Paket an schriftlichem Material. Bei dieser Zusammenkunft berichtete „Rest“ über den noch im gleichen Monat geplanten Test der Plutoniumbombe und die Absicht der USA, Anfang August 1945 Japan mit zwei Atombomben anzugreifen. Da er davon ausging, dass ihm eine äußerst anstrengende Arbeitsphase bevorstand und die Sicherheitsvorkehrungen für das „Manhattan-Projekt“ erheblich verstärkt worden waren, vereinbarten beide das nächste Treffen erst am 19. September durchzuführen. Nicht wie eigentlich mit seinem Führungsoffizier abgesprochen, kehrte Gold danach nicht an seinen Wohnort zurück, sondern traf sich am darauffolgenden Tag mit einem früheren Informanten dem Maschinisten David Greenglass.
Beim folgenden Trefftermin am 19. September 1945 kam Fuchs erstmals zu spät und war tief betroffen. Und als Gold eine Reihe weiterer Informationen zu den eingetretenen Zerstörungen und Folgeschäden beim tatsächlich vollzogenen Abwurf der Atombomben über den japanischen Städten Hiroshima und Nagasaki am 6. und 9. August, die bisher in der US-amerikanischen Öffentlichkeit nicht so deutlich kommuniziert worden waren, von ihm erfuhr, erfasste auch ihn eine deutliche Ergriffenheit. Sie sprachen bei der Gelegenheit auch über die Verantwortung der Wissenschaftler. Da Fuchs plante bereits im Oktober Los Alamos in Richtung Großbritannien zu verlassen vereinbarten sie keinen weiteren Termin, als sie sich verabschiedeten. Noch im Dezember 1945 nahm Gold wieder eine Beschäftigung bei Abraham Brothmann an. Daraufhin zog sich das NKWD von ihm zurück und übergab auch keine weiteren Aufträge an ihn.
Beim FBI  war Harry Gold 1947 in den Verdacht geraten, Mitglied einer Agentengruppe zu sein. Trotz einer Haussuchung bei ihm konnten aber dafür keine Beweise erarbeitet werden. Jedoch musste er sich, wie auch sein Arbeitgeber Brothmann einer Befragung unterziehen. Im folgenden Jahr wurde dieses Procedere vom FBI erneut vollzogen. Auch hier ohne Ergebnis. Um genauere Informationen über das tatsächliche Interesse des FBI an Gold in Erfahrungen zu bringen, nahm ein Offizier des NKWD den Kontakt zu ihm wieder auf. Bei diesen Zusammenkünften berichtete er dem Führungsoffizier stolz, dass er zweimal intensiv durch Beamte des FBI befragt worden war, verschwieg aber die beiden Haussuchungen. Auch erklärte er in den Gesprächen, dass es keine Besonderheiten gäbe. Aber er bot von sich aus an, wieder Informationen beschaffen zu können, so zum Beispiel über seinen Bruder, der bei der US-Navy sei. Da die Verhaltensweisen von Gold und weitere äußere Zusammenhänge nicht logisch für das NKWD waren, bot ihm sein Führungsoffizier im April und dann nochmal im September 1949 an, seine Ausreise für seinen Schutz aus den USA zu organisieren. Doch er ließ sich nicht zu diesem Schritt bewegen.
Am 30. Juli 1949 musste Gold erneut vor dem Großen Untersuchungsausschuss erscheinen und der Kommission zahlreiche Fragen zu möglichen Spionageverdächtigungen beantworten. Fast zeitgleich war es dem Codespezialisten des FBI Meredith Gardner (1912–2002) im August 1949 gelungen, mehrere Funksprüche aus der sowjetischen Botschaft nach Moskau aus den Jahren 1943 bis 1946 im sogenannten VENONA-Projekt zu entschlüsseln. Darunter auch ein Bruchstück aus dem Funkspruch vom 15. Juni 1944, aus dem Hinweise zum „Manhattan-Projekt“ hervorgingen. Wenige Tage darauf teilte das FBI im September den britischen Kollegen des MI-5 mit, dass ihnen Hinweise zu einem Spionageverdacht gegen Klaus Fuchs vorliegen. Am 22. September 1949 leiteten sie ein Ermittlungsverfahren gegen Fuchs ein. In diesem Zusammenhang wurden mehrere Personen aus dem Umfeld von Gold und Fuchs vom FBI befragt. Nach einem weiteren Treffen des NKWD mit Gold im November 1949 wurde durch den Führungsoffizier der Verdacht geäußert, dass Gold vom FBI „umgedreht“ worden sein könnte. Eine erste Befragung von Klaus Fuchs fand am 21. Dezember 1949 in London statt, die aber keine weiteren Verdachtsmomente gegen ihn erbrachte. Auch beim zweiten Gespräch am 30. Dezember durch William Skardon und beim Dritten am 13. Januar 1950 blieb Fuchs bei seiner Antwort, Gold nicht zu kennen und auch keine Informationen an die „Russen“ weitergegeben zu haben. Aber bereits bei dieser Befragung wurden ihm Tatsachen vorgehalten, die nur seine Schwester und Gold wissen konnten.
Am 24. Januar 1950 bat Fuchs von sich aus um ein Gespräch mit dem MI-5  Vernehmer William James Skardon (1904–1987). Nach zwei Stunden des Gespräches antwortete Fuchs: „Es begann 1942“. Am 2. Februar 1950 wurde er verhaftet. Im anschließenden Verhör durch das FBI gestand Gold, seit 1934 Spionagetätigkeit betrieben und Fuchs geholfen zu haben, Informationen über das Manhattan-Projekt an die Sowjetunion über den NKWD-Offizier Anatoli Yakovlev (Anatoli Jazkow) weitergegeben zu haben. Da Gold nicht in der Lage war die Kaution von 100.000 US-Dollar aufzubringen, kam er bereits Monate vor seinem eigentlichen Prozess in Haft. Sein Geständnis führte zur Verhaftung von David Greenglass und dessen Aussagen wiederum zu Ethel und Julius Rosenberg sowie zu Morton Sobell (1917–2018). Anders als Gold und Greenglass haben Ethel und Julius Rosenberg sowie Morton Sobell nie Spionageaktivitäten eingestanden.

## Leben nach dem Gefängnis
Ab 1950 gab es mehrere Gerichtsverfahren, an denen Harry Gold direkt oder indirekt beteiligt war. Bereits am 1. März 1950 begann der Prozess am Zentralen Kriminalgericht Old Bailey in London gegen Klaus Fuchs. Am 6. März 1951 wurde in New York der Prozess gegen die Rosenbergs und den ebenfalls der Spionagetätigkeit bezichtigten Morton Sobell (1917–2018) eröffnet. Hier trat Gold als Zeuge der Regierung auf. Namhafte US-Juristen äußerten schwerwiegende Zweifel an der Fairness des Rosenberg-Prozesses, der in der so genannten McCarthy-Ära stattfand. Neben der Härte der Strafe und den fragwürdigen Methoden der Staatsanwaltschaft, ist vor allem auch immer noch die Verurteilung von Ethel Rosenberg umstritten, da auch die inzwischen veröffentlichten VENONA-Dokumente nichts zu ihrer Person sagen, wohingegen Julius von den VENONA-Dokumenten als Spion bezeichnet wird. Lediglich wurde Ethel im Prozess vorgeworfen, die Notizen ihres Mannes abgetippt zu haben. Am 5. April 1951 wurden Ethel und Julius Rosenberg zum Tode verurteilt, vorher am 29. März wurde Sobell zu 30 Jahren Haft und Gold ebenfalls zu dem gleichen Strafmaß verurteilt. Seine Strafe verbüßte er größtenteils im Gefängnis Lewisburg in Pennsylvania.
Im Mai 1965 führte eine seiner vielen Berufungen dazu, dass Harry Gold, nach fast der Hälfte seiner Haftzeit begnadigt wurde und 1966 auf freien Fuß kam. Wesentlich mit dazu hatte seine gute Führung und die soziale Integration in den Gefängnisalltag beigetragen. Er kehrte nach Philadelphia zurück und nahm dort eine Tätigkeit als klinischer Chemiker im Pathologischen Labor des John F. Kennedy Memorial Hospitals auf. Hier entwickelte er sich beruflich bis zum Verantwortungsbereich des Chefpathologen. Im Alter von 62 Jahren musste er sich einer Herzoperation unterziehen. Dabei verstarb er noch in der Klinik am 28. August 1972. Beigesetzt wurde er auf dem Har Nebo Cemetery in Philadelphia.